# Гатри, Чарльз
Чарльз Рональд Ллевелин Гатри, барон Крейгибанк (англ. Sir Charles Ronald Llewelyn Guthrie, Baron Guthrie of Craigiebank; род. 17 ноября 1938) — британский военный деятель, фельдмаршал (2012).

## Биография
Родился в Шотландии. Окончил аристократическую частную школу Хэрроу, затем (в 1959 году) Королевскую военную академию в Сандхерсте.

### Служба на офицерских должностях
С июля 1959 года служил в Британских Вооружённых Силах, в полку Уэльской гвардии. С 1966 года командовал группой в 22-м аэромобильном отряде специального назначения, в составе которого проходил службу в Персидском заливе, в Малайзии, в Восточной Африке. С 1968 года командовал эскадрильей в том же отряде на территории государств Персидского залива и на Британских островах. С 1970 года вновь служил в полку Уэльской гвардии, который тогда входил в состав Британской рейнской армии и был расквартирован в Мюнстере (Федеративная Республика Германии), командир роты. С 1973 года — помощник начальника Генерального штаба. В 1974 году в третий раз вернулся на службу в полк Уэльской гвардии, на этот раз на должность командира батальона. В составе полка служил в Лондоне и на Кипре.
С 1976 года — в Королевской гвардейской дивизии. В 1977 году в четвёртый раз вернулся на службу в полк Уэльской гвардии, вновь командовал батальоном в Западном Берлине и в Северной Ирландии, участвовал в операциях во время вооружённого конфликта в Северной Ирландии. В 1980 году командовал гарнизоном британских войск в колонии Новые Гебриды.

### Служба на генеральских должностях
С 1980 года служил в отделе операций Генерального штаба. С 1982 года — командир 4-й бронетанковой бригады. С 1984 года — начальник штаба 1-го армейского корпуса, затем — командующий войсками Северо-Восточного военного округа (графство Йоркшир). С января 1982 года — командир 2-й пехотной дивизии (Йорк). С ноября 1987 года — помощник начальника Генерального штаба. С 1989 года — командующий 1-м армейским корпусом. С ноября 1992 года — командующий Британской рейнской армией и одновременно командующий войсками Северной армейской группы НАТО. Произведён в генерал-адъютанты Её Величества (13 июня 1993 года).
С марта 1994 года — начальник Генерального штаба Британской армии. На этом посту участвовал в планировании военных действий во время Боснийской войны. С апреля 1997 года — начальник Штаба обороны Великобритании. Непосредственно руководил боевыми действиями в период Косовской войны. Сторонник применения силы против сербских войск и вооруженных формирований на всем протяжении Югославских войн. В 2001 году уволен в отставку.

### После военной службы
При выходе в отставку был возведён в пожизненные пэры, став членом Палаты лордов Парламента Великобритании. Продолжает весьма активную политическую деятельность, много выступает в прессе и в парламенте по вопросам обороны. В частности, в 2000-х годах выступал с критикой британского участия в войне в Ираке из-за несоответствия действий войск международной коалиции во главе с США нормам международного права и использования военной силы без санкции Совета Безопасности ООН. Несмотря на своё шотландское происхождение, являлся убеждённым противником идеи независимости Шотландии.
В 2012 году был произведен в фельдмаршалы, но поскольку к тому времени уже давно оставил военную службу, это производство носит почётный характер. Занимает большое количество почётных должностей, активно участвует в деятельности различных благотворительных организаций и международных комиссий.
В 2018 году фельдмаршал Гатри упал с лошади во время парада, посвящённого ежегодной церемонии выноса знамени, проходившей в честь дня рождения королевы.

## Воинские звания
| лейтенант                          | 1 июля 1961     |
| капитан                            | 25 июля 1965    |
| майор                              | 31 декабря 1970 |
| подполковник (лейтенант-полковник) | 31 декабря 1975 |
| полковник                          | 31 декабря 1979 |
| бригадир                           | 31 декабря 1981 |
| генерал-майор                      | 31 марта 1986   |
| генерал-лейтенант                  | 2 октября 1989  |
| генерал                            | 14 февраля 1992 |
| фельдмаршал                        | 16 июня 2012    |

## Награды
- Рыцарь Большого Креста ордена Бани (GCB, 1994)
- Лейтенант Королевского Викторианского ордена (LVO, 31.12.1984)
- Рыцарь-командор ордена Бани (КСВ, 1990)
- Орден Британской империи (OBE, 1980)
- Член Королевского Викторианского ордена (1977)
- Орден «Легион почёта» (США)
- Медали